# Utvedaträsket
Utvedaträsket är en sjö i Norrtälje kommun i Uppland och ingår i Skeboån-Broströmmens kustområde. Sjön har en area på 0,0591 kvadratkilometer och ligger 15,6 meter över havet.

## Delavrinningsområde
Utvedaträsket ingår i det delavrinningsområde (663461-167526) som SMHI kallar för Rinner till Norrtäljeviken. Medelhöjden är 19 meter över havet och ytan är 10,37 kvadratkilometer. Det finns inga avrinningsområden uppströms utan avrinningsområdet är högsta punkten. Avrinningsområdets utflöde mynnar i havet, utan att ha någon enskild mynningsplats.